# Hühnerkamp
Das Naturschutzgebiet Hühnerkamp liegt auf dem Gebiet der Stadt Nettetal im Kreis Viersen in Nordrhein-Westfalen. Das etwa 27,42 ha große Gebiet, das im Jahr 1984 unter Naturschutz gestellt wurde, erstreckt sich westlich des Stadtteils Kaldenkirchen direkt an der Landesgrenze zu den Niederlanden.